# Eucera interrupta
Eucera interrupta är en biart som beskrevs av Bär 1850. Eucera interrupta ingår i släktet långhornsbin, och familjen långtungebin. Inga underarter finns listade i Catalogue of Life.